# Вторая программа ЦТ
2-я программа Центрального телевидения (также — «ЦТ-2») — основная общесоюзная, информационная, общественно-политическая, познавательная и художественная общесоюзная программа Центрального телевидения СССР. Редакции и студии телеканала располагались в телецентре «Останкино» (АСК-1).

## История

### 1956—1981. Вторая (московская) программа ЦТ
Телеканал начал своё вещание 14 февраля 1956 года как «Вторая (московская) программа ЦСТ». С 16 мая 1957 года — «Вторая программа ЦТ».
Первоначально осуществлял вещание только в вечернее время на территории Москвы и Московской области. Кроме общетематических передач на втором канале транслировались также программы для московского зрителя. В 1960 году на базе ЦТ была создана Главная редакция программ для Москвы. Первой передачей её стала появившаяся в январе 1961 года информационная программа «Московские новости». Затем появились информационная программа «Хроника московской недели», публицистические программы «Подмосковные встречи», «Москва и москвичи» и другие. С 1964 года на «Второй программе ЦТ» стала выходить передача для детей «Спокойной ночи, малыши!».
В 1960-е — середине 1970-х годов охват вещания «Второй программы ЦТ» был расширен. В середине 1970-х годов Вилен Васильевич Егоров, работавший редактором на ЦТ, отмечал:

 «Вторая программа ЦТ» была рассчитана на аудиторию, состоящую из зрителей Москвы и Подмосковья. Однако дальнейшее развитие технических средств транспортировки передач «Второй программы ЦТ», включение в радиус её действия новых областей РСФСР, а также Белоруссии, Латвии и Литвы ставит по-новому вопрос о характере вещания по этой программе.— 
В 1977 году зона распространения «Второй программы ЦТ» резко сократилась. С этого момента она продолжила вещать только в Москве, Московской и частично Рязанской областях. В остальных же регионах Советского Союза вместо «Второй программы ЦТ» стали транслировать «Четвёртую программу ЦТ».

### 1982—1991. Вторая (общесоюзная) программа ЦТ
1 января 1982 года «Четвёртая программа ЦТ» была переведена на «Вторую программу ЦТ». Таким образом «Вторая программа ЦТ» сменила статус с регионального на общегосударственный и стала вещать на всей территории Советского Союза. В рамках обретения общесоюзного статуса Гостелерадио СССР организовало вещание «Второй программы ЦТ» по четырём эфирным дублям для восточных территорий («Дубль-1,-2,-3,-4») и региональные окна для местных телепередач. Что касается передач для московского зрителя, то они перешли на «Третью программу ЦТ», получившую название «Московская программа ЦТ». В 1984 году охват вещания «Второй программы ЦТ» достиг 75 % населения СССР.
Передачи программы имели разножанровый характер — это были повторы художественных телефильмов (рубрики «Сеанс повторного телефильма» и «Из фондов ЦТ», до 13 мая 1991 года — один как правило в середине дня, один перед окончанием передач, с 13 мая до 18 ноября 1991 года — только в середине дня), премьеры художественных телефильмов (до осени 1990 года, после этого крайне редко), повторы художественных кинофильмов (рубрика «Иллюзион», до осени 1990 года, после этого крайне редко), премьеры художественных кинофильмов (рубрика «Киносерпантин»), документальные телефильмы, спортивные трансляции, концерты, документальные и познавательные программы, передачи для детей, мультфильмы и тому подобное. Также выходили в эфир повторы некоторых передач «Первой программы ЦТ». А до 24 мая 1991 года в утреннем и дневном эфирах транслировался блок учебных передач «Образовательной программы ЦТ» (кроме выходных дней и дней школьных каникул); после 24 мая 1991 года показывались только уроки иностранных языков.
С 13 мая 1991 года эфир второго канала стали делить между собой «Вторая программа ЦТ» и «Российское телевидение (РТВ)», принадлежавшее Всероссийской ГТРК.
1 сентября 1991 года на втором канале прекращается показ информационной программы ЦТ. В сентябре-декабре 1991 года «Вторая программа ЦТ» ещё выходила в эфире — в основном по будням в утреннем и дневном блоках (причём практически без какого-либо оформления); а в вечерний прайм и в выходные дни почти весь эфир перешёл к «РТВ».

### Закрытие
«Вторая программа ЦТ» прекратила своё существование 26 декабря 1991 года в связи с распадом СССР и ликвидацией Всесоюзной ГТРК. Всё эфирное время перешло к Всероссийской ГТРК, телеканалу РТР. Производство передач ЦТ («Время деловых людей» и другие) было передано Всероссийской ГТРК. 4 января 1992 года на втором канале прекращается показ утренней гимнастики, а 15 июня 1992 года — прекращается показ уроков иностранных языков.

## Хронология названий телеканала
| Дата                          | Название                          |
| ----------------------------- | --------------------------------- |
| 14 февраля 1956 — 15 мая 1957 | Вторая (московская) программа ЦСТ |
| 16 мая 1957 — 26 декабря 1991 | Вторая программа ЦТ               |